# Da Hitman Presents Reggaeton Latino
Da Hitman Presents Reggaeton Latino es un álbum recopilatorio publicado por el cantante Don Omar, el cuenta con todos sus éxitos anteriores remezclados y algunos nuevos. Fue publicado el 6 de diciembre de 2005 a través de VI Music, Machete Music y Universal Music Group.
Según el cantante, las colaboraciones con intérpretes estadounidenses fue para crear un crossover destinado para el público latinoamericano que no domina el español. El álbum fue descrito como un «punto de pausa», previo a la publicación de su segundo álbum de estudio, King of Kings, en mayo de 2006.

## Recepción
En su primera semana, vendió más de 31 000 copias en Estados Unidos, ingresando a la posición 61 en la lista Billboard 200. Según datos de Nielsen SoundScan en mayo de 2006, el álbum recopilatorio había vendido más de 200 000 copias en suelo estadounidense. Parte del éxito fue debido a la remezcla de «Reggaetón Latino», la cual incluía a N.O.R.E. y Fat Joe, siendo el segundo vídeo de reguetón en ser transmitido frecuentemente por MTV.
El sencillo fue lanzado bajo Universal Récords, fue catálogado como un "éxito moustroso" según MTV en 2006.
Fue el segundo álbum latino más vendido del 2005 en Billboard.

## Lista de canciones
| N.º   | Título                                                              | Duración |  |
| 1.    | «Reggaetón Latino (Chosen Few Remix)» (con Fat Joe, N.O.R.E. y LDA) | 4:50     |  |
| 2.    | «Dile»                                                              | 3:24     |  |
| 3.    | «Ella y yo» (con Aventura)                                          | 4:26     |  |
| 4.    | «Pobre diabla (Remix)» (con Mr. Vegas)                              | 3:43     |  |
| 5.    | «Dale Don Dale (Remix)» (con Fabolous)                              | 3:35     |  |
| 6.    | «Scandalous» (con Cuban Link)                                       | 4:38     |  |
| 7.    | «Bandoleros» (con Tego Calderón)                                    | 5:05     |  |
| 8.    | «Aunque te fuiste (Remix)» (con Play-N-Skillz)                      | 4:00     |  |
| 9.    | «Hold You Down (Remix)» (con Jennifer Lopez)                        | 3:57     |  |
| 10.   | «Entre tú y yo»                                                     | 3:05     |  |
| 11.   | «Ronca» (con Héctor el Father y Zion)                               | 5:01     |  |
| 12.   | «Guayaquil»                                                         | 3:09     |  |
| 48:53 |                                                                     |          |  |

## Créditos y personal
Adaptados desde AllMusic.
- William Omar Landron Rivera — Artista principal, compositor, productor ejecutivo.
- Carolina Arenas — A&R, Coordinador de proyecto.
- Sal Guastella — A&R.
- Toy Hernández — A&R.
- Genevieve Zaragoza — A&R.
- Eduardo Reyes — Arreglista, compositor, productor.
- Lorna Leighton — Dirección artística.
- Manuel Alejandro "Boy Wonder" Ruiz — Compositor, Productor, Remixing.
- S. Jackson — Compositor.
- Makeba Riddick — Compositor.
- Mario Rivera — Compositor.
- Sandy Brummels — Director creativo.
- Gustavo López — Productor ejecutivo.
- Juan Vidal — Productor ejecutivo.
- Suha Gur — Masterización.
- LDA — Artista invitado, composición.
- Aventura — Artista invitado, composición.
- Tego Calderón — Artista invitado, composición.
- Cuban Link — Artista invitado, composición.
- Fabolous — Artista invitado, composición.
- Fat Joe — Artista invitado, composición.
- Héctor el Father — Artista invitado.
- Jennifer Lopez — Artista invitada.
- Mr. Vegas — Artista invitado, composición.
- N.O.R.E. — Artista invitado, composición.
- Play-N-Skillz — Artista invitado, composición, productor.
- Zion — Artista invitado.
- Gregory Bruno — Productor.
- Corey Rooney — Productor.
- Lenny Santos — Productor.
- Mark Flaherty — Mánager de proyecto
- Swizz Beatz — Remezcla.
- Eric "Erk" Vargas — Seguimiento vocal

## Posicionamiento en listas
| Listas (2005)                        | Mejor posición |
| ------------------------------------ | -------------- |
| Estados Unidos (Billboard 200)       | 61             |
| Estados Unidos (Latin Rhythm Albums) | 1              |
| Estados Unidos (Top Latin Albums)    | 1              |
| Estados Unidos (Top Rap Albums)      | 12             |

| Listas (2006)                        | Posición |
| ------------------------------------ | -------- |
| Estados Unidos (Latin Rhythm Albums) | 4        |
| Estados Unidos (Top Latin Albums)    | 5        |

## Premios y nominaciones
| Año  | Premios                               | Categoría                  | Resultado |
| ---- | ------------------------------------- | -------------------------- | --------- |
| 2006 | Premios Billboard de la Música Latina | Álbum de reggaetón del año | Nominado  |